# Joel Fry
Joel Fry (Londres, Inglaterra, 20 de mayo de 1985) es un actor británico. Aparece en varias series de televisión en el Reino Unido, especialmente en comedias como White Van Man, Trollied y Plebs. Ha interpretado a Hizdahr zo Loraq en la serie de televisión Juego de Tronos, a Karl Marx en las comedias Twenty Twelve y W1A, y a Rocky en la película de comedia romántica Yesterday, de 2019.
También formó parte de una banda llamada Animal Circus, que publicó un EP en 2012.
Se graduó en la Real Academia de Arte Dramático.

## Filmografía

### Películas
| Año  | Título                      | Papel             | Notas |
| ---- | --------------------------- | ----------------- | ----- |
| 2008 | 10 000 a. C.                | Lu'kibu           |       |
| 2010 | Tamara Drewe                | Steve Culley      |       |
| 2018 | Benjamin                    | Stephen           |       |
| 2019 | Yesterday                   | Rocky             |       |
| 2020 | Love, Wedding, Repeat       | Bryan             |       |
| 2020 | Silent Night                | Seamus            |       |
| 2021 | Cruella                     | Jasper            |       |
| 2021 | In the Earth                | Dr. Martin Lowery |       |
| 2023 | La maldición del Queen Mary | Patrick Calder    |       |

### Televisión
| Año        | Título                        | Papel                                              | Notas                           |
| ---------- | ----------------------------- | -------------------------------------------------- | ------------------------------- |
| 2006; 2009 | The Bill                      | Darrel Cunningham/Baxter Ryan                      | 5 episodios                     |
| 2008       | Massive                       | Swing                                              | Reparto principal, 6 episodios  |
| 2009       | No Signal!                    | Varios personajes                                  | 6 episodios                     |
| 2011-2012  | White Van Man                 | Darren                                             | Reparto principal, 13 episodios |
| 2011-2013  | Trollied                      | Leighton                                           | Reparto principal, 35 episodios |
| 2012       | Twenty Twelve                 | Karl Marx                                          | Papel recurrente, 4 episodios   |
| 2012       | Bedlam                        | Liam                                               | 1 episodio                      |
| 2012       | Public Enemies                | Darren Nunn                                        | Miniserie, 3 episodios          |
| 2013-2016  | Plebs                         | Stylax Rufus Eurysaces                             | Reparto principal, 22 episodios |
| 2014-2017  | W1A                           | Karl Marx                                          | 2 episodios                     |
| 2014-2015  | Juego de Tronos               | Hizdahr zo Loraq                                   | Papel recurrente, 8 episodios   |
| 2015       | Crimen en el paraíso          | Steve Taylor                                       | 1 episodio                      |
| 2015       | You, Me and the Apocalypse    | Dave Bosley                                        | Miniserie, 10 episodios         |
| 2016       | Ordinary Lies                 | Billy 'Toke' Tokington                             | Reparto principal, 6 episodios  |
| 2015-2017  | Drunk History                 | Gilbert Gifford y Alberto de Sajonia-Coburgo-Gotha | 2 episodios                     |
| 2018       | Requiem                       | Hal                                                | Miniserie, 6 episodios          |
| 2019       | This Time with Alan Partridge | Rod                                                | 1 episodio                      |
| 2022       | Our Flag Means Death          | Frenchie                                           | 10 episodios                    |

## Discografía
- 2012 – Snakes and Ladders[4]